# William Henry Perkin
Sir William Henry Perkin (Londra, 12 marzo 1838 – Harrow, 14 luglio 1907) è stato un chimico inglese.

## Biografia
Era il più giovane di sette figli e di umili origini. Battezzato nella chiesa di Saint Paul, frequentò la City of London School dove il suo insegnante Thomas Hall incoraggiò il suo talento scientifico e lo spinse ad intraprendere la professione di chimico. All'età di 15 anni entra nel Reale Collegio di Chimica (Royal College of Chemistry) di Londra e pochi anni più tardi, nel 1856 scopre la mauveina, prima tintura sintetica, un colorante viola, poi brevettato dallo stesso Perkin e che divenne un grande successo commerciale. Il 7 giugno 1866 entrò a far parte della Royal Society e nel corso della sua vita fu insignito di numerosi prestigiosi riconoscimenti come la Medaglia Royal nel 1879 e la Medaglia Davy nel 1889. Anche nel resto della sua vita continuò con esperimenti di successo nel campo della chimica organica, sintetizzando profumi come la cumarina (uno dei primi). Divenne Cavaliere nel 1906, anno in cui ricevette anche la Medaglia Perkin, istituita in suo onore e considerata da allora come il massimo riconoscimento concesso al mondo dell'industria chimica americana. Morì l'anno seguente per polmonite e appendicite.